# Aphycus secundus
Aphycus secundus är en stekelart som först beskrevs av Mercet 1925.  Aphycus secundus ingår i släktet Aphycus och familjen sköldlussteklar. Inga underarter finns listade i Catalogue of Life.